# Муйра
Муйра — даргинское вольное общество с центром в селении Калкни на территории современного Дахадаевского района Дагестана. Общество было частью Кайтагского уцмийства, позже в результате экспансии Российской империи в XIX веке было включено в её состав в качестве магала.
Под Муйрой также часто понимается территория, занимаемая обществами Гапш, Ганк и, собственно, Муйра, а жители этих обществ составляют этническую группу даргинцев — муиринцев.

## История
До образования общества муиринские земли входили в состав владения Ал-Карах. Из-за крупных междоусобиц, а также внешнего вмешательства, Ал-Карах распался, образовались союзы Гапш и Муйра. 
Оба этих союза вошли в состав Кайтагского уцмийства во времена арабских походов в Дагестан. Тем не менее, те не платили никакой дани феодалу, а также имели своё самоуправление. При необходимости в воинской силе, уцмий просил помощи у даргинских обществ, так как принудить их он не мог.
После похода Тамерлана в Дагестан, Кайтагское уцмийство оказывается уничтоженным, влияние уцмиев временно исчезло, а общества Гапш, Ганк и Муйра отделяются от Кайтага. Однако в первой половине XV века эти союзы всё же вернулись в уцмийство, которое начало постепенно восстанавливаться после разгрома.
Муйра была разорена в 1741 году иранскими войсками во время третьего дагестанского похода Надир-шаха при их отступлении после поражения в Андалале.
После включения в состав Российской империи магал Муйра был частью Уркарахского наибства.

## Экономика
Основным занятием являлось сельское хозяйство, в частности, овцеводство. Жители магала не имели пастбищных гор. Летом арендовали сюргинские и казикумухские пастбища, а зимой — на равнине, например, в Нижнем Кайтаге или Дербентском ханстве. В распоряжении магала был нестроевой лес
Жители муиринских сёл Ирага и Кудагу ткали грубый холст, паласы, а в других сёлах — бурки, паласы.
Данные о магале Муйра на 1901 год:
- Количество сёл — 10
- Общее число дворов — 430
- Голов лошадей — 188 (0.4 на каждый двор)
- Голов рогатого скота — 1193 (2.8 на каждый двор)
- овцы, козы — 9270 (21.6 на каждый двор)
- ослы — 269 (0.6 на каждый двор)

## Строй
Общество управлялось кадием (судья и старшина одновременно). Он избирался из известных тухумов (родов), однако в случае, если среди известных тухумов не находился достойный, то избирали из других. Кадиям за работу доставалось часть от штрафов, которые платили преступники, их также освобождали от караульной службы. С апелляционными жалобами жители Муйры обращались к кадию общества Гапш, так как он обладал особым почтением. 
Общественные сходы проходили в местности Канайла-Хаб.
Сильным и самым богатым тухумом в Калкни считался тухум Супни, Согласно преданию, этот род разбогател благодаря поражению иранцев в Капкайском ущелье и отбитых у них вьюков. Сильным в Калкни также считался тухум Ковна.

## Состав
В магал Муйра входили сёла: Дибгаши, Гунакари, Зильбачи, Ираки, Кудагу, Зубанчи, Тирисанчи, Ирага, Калкни, Сурхачи, иногда к обществу также относят сёла Бускри и Чишили.